# Armstrong Nurseries
Armstrong Nurseries actualmente denominada como Armstrong Garden Centers es la empresa de Viveros creadores de obtentores y cultivadores de híbridos de rosas que fue creada por John Armstrong.
Aunque las rosas se convirtieron en la fuerza impulsora de su éxito, John Armstrong también fue un líder de la industria en el desarrollo de una amplia gama de plantas ornamentales y árboles frutales. También se convirtió en un innovador en el cultivo y comercialización de cítricos, bayas, uvas, aguacates y árboles frutales. También se dedicó a la producción de plantas ornamentales de flor y de plantas perennes.

## Historia
John Armstrong inició su andadura como viverista en California en 1889 con la compra de un par de acres donde comenzó el cultivo de eucaliptos y Olivos. Su éxito como viverista creció y pronto expandió su operación. Alrededor de la vuelta del siglo, abrió su primer centro de jardinería de venta al público en el 408 Euclid Street en Ontario, California. 
El primer catálogo Armstrong se introdujo en el año 1900 y pronto se convirtió en una fuente de información muy utilizada en todo Estados Unidos y Canadá. Este extenso catálogo iba a convertirse en un estándar de la industria y es un precursor de la mayoría de los catálogos de los viveros actuales.
A principios de la década de 1920, Armstrong presentó su primera serie de rosas. La primera oferta era una lista de rosas de una amplia gama de variedades. Los creadores en Europa estaban más que dispuestos a proporcionar sus variedades y cada año en la lista se incrementaron en número.
Con la vista puesta en el futuro, Armstrong creó un departamento de investigación y desarrollo. El Dr. Walter E. Lammert dirigió este departamento y pronto se hizo famoso con sus hibridaciones a partir de rosas híbrido de té con Floribunda fue uno de los primeros en obtener un nuevo tipo de híbridos y dar lugar al grupo de las rosas Grandiflora. De estas rosas hay famosas como 'Chrysler Imperial' y 'Charlotte Armstrong'.
Sin embargo el mayor éxito conseguido en las nuevas variedades de rosas ha sido la rosa Grandiflora de color rosa profundo  'Queen Elizabeth' que fue votada como rosa favorita del mundo « The World's Favorite Rose »  en 1978.
Siguiendo los pasos de Lammerts trabajaron en "Armstrong Nurseries" en la consecución de nuevas variedades de rosas, rosalistas reconocidos como Herb Swim, Dr. David Armstrong, Jack Christensen y Tom Carruth. 
Los "Armstrong Nurseries" han ido creciendo a lo largo del tiempo y así en la década de 1990 los ya "Armstrong Garden Centers" tiene 29 sucursales en el sur de California y 2 lugares en el área de la bahía de San Francisco. En la década de 2000 se expandió hacia el este de los Estados Unidos con la compra de las "Pike Nurseries" en Atlanta (Georgia).

## Algunos de losobtentoresconseguidos

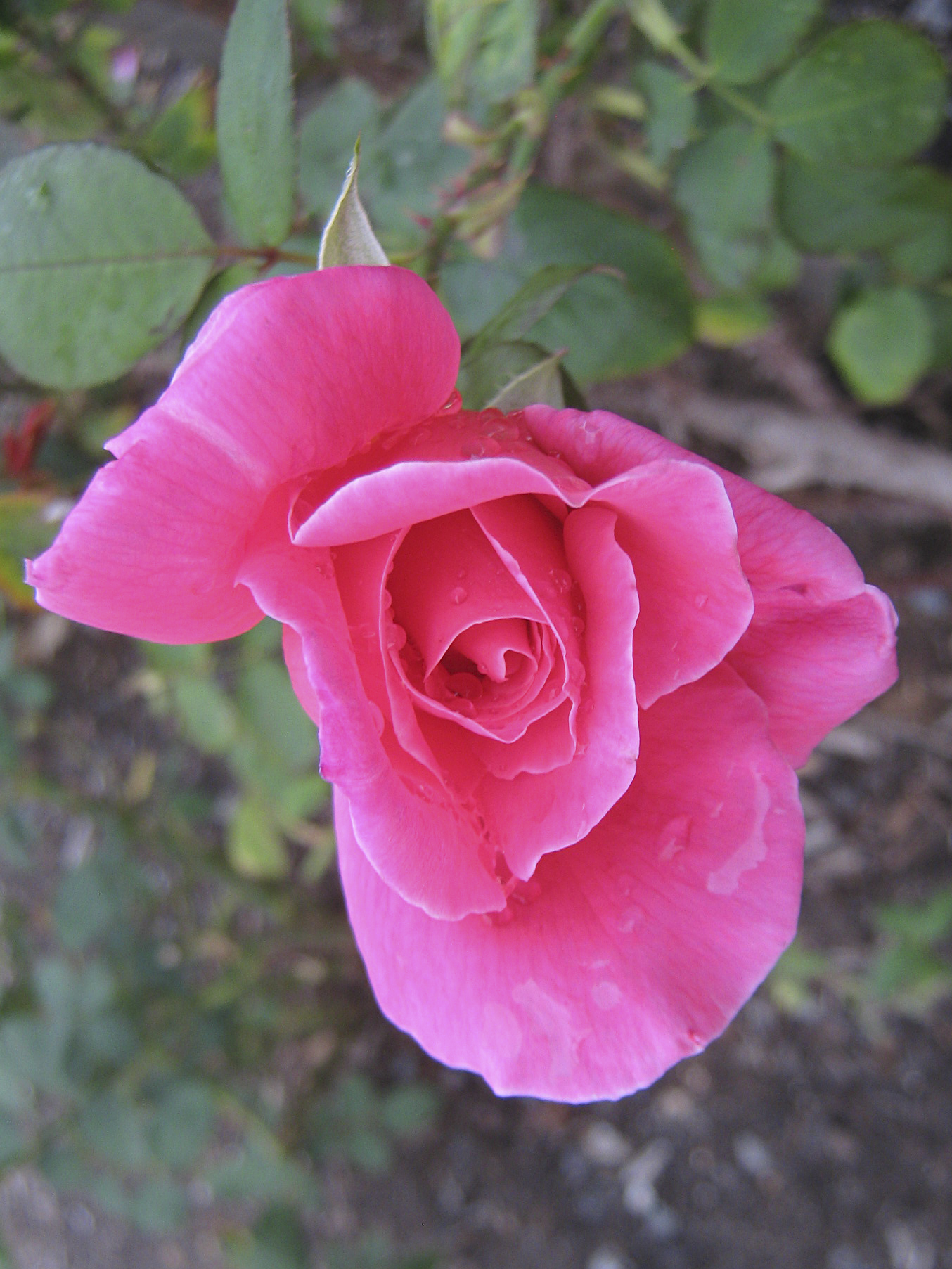
Rosa 'Charlotte Armstrong', Lammerts 1940.
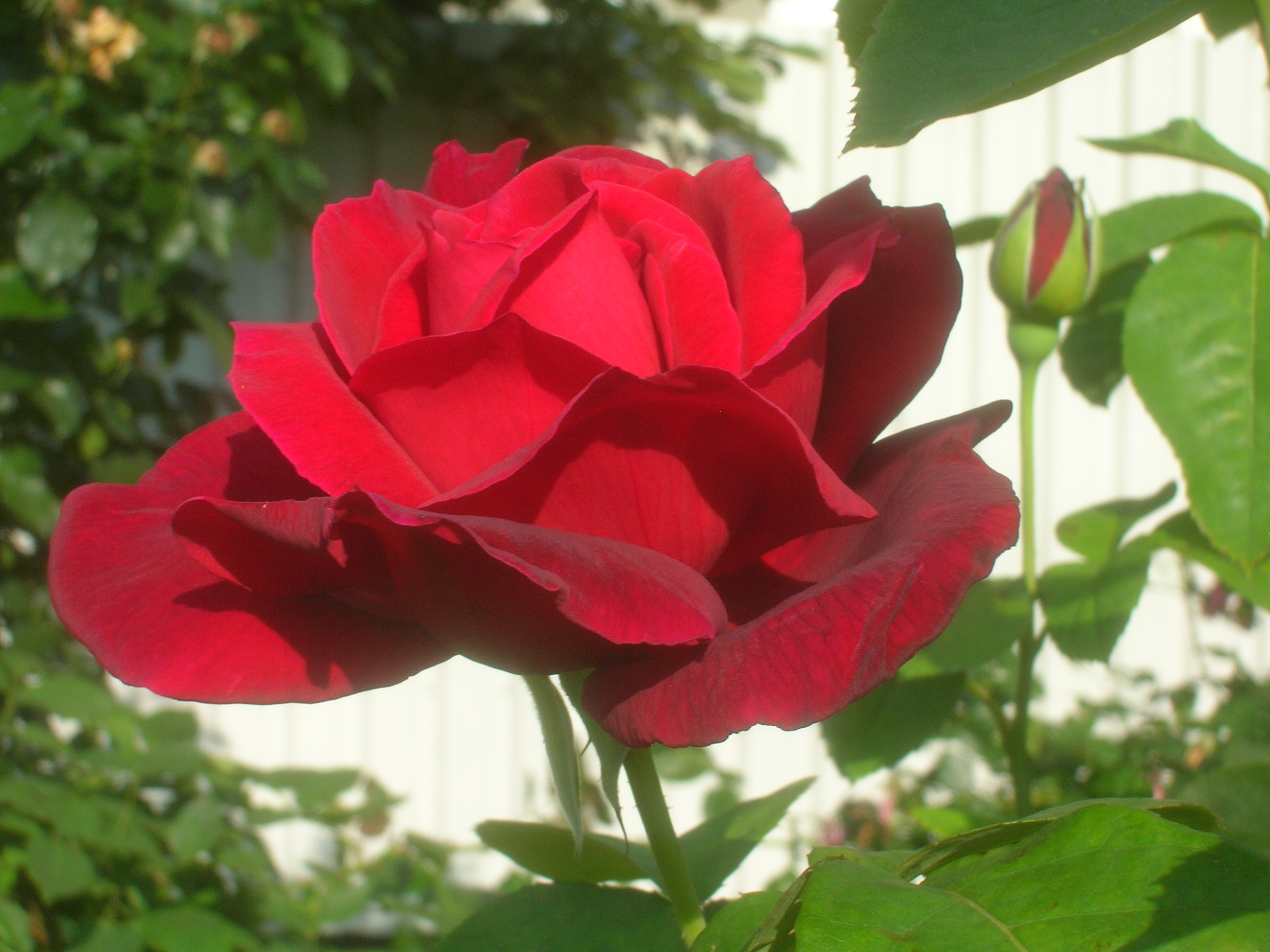
Rosa 'Chrysler Imperial' Lammerts 1952.
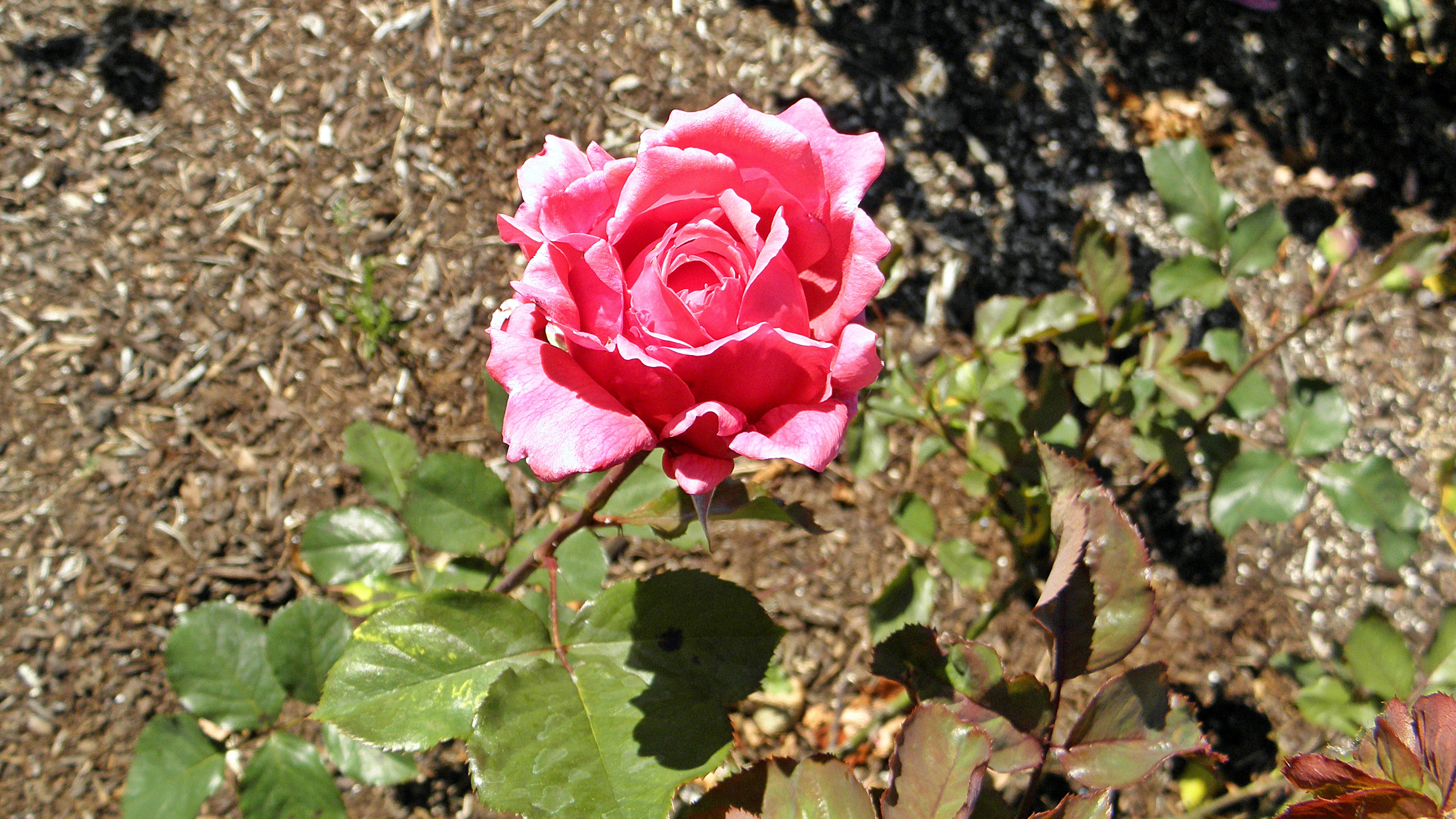
Rosa 'Dean Collins', Lammerts 1953.
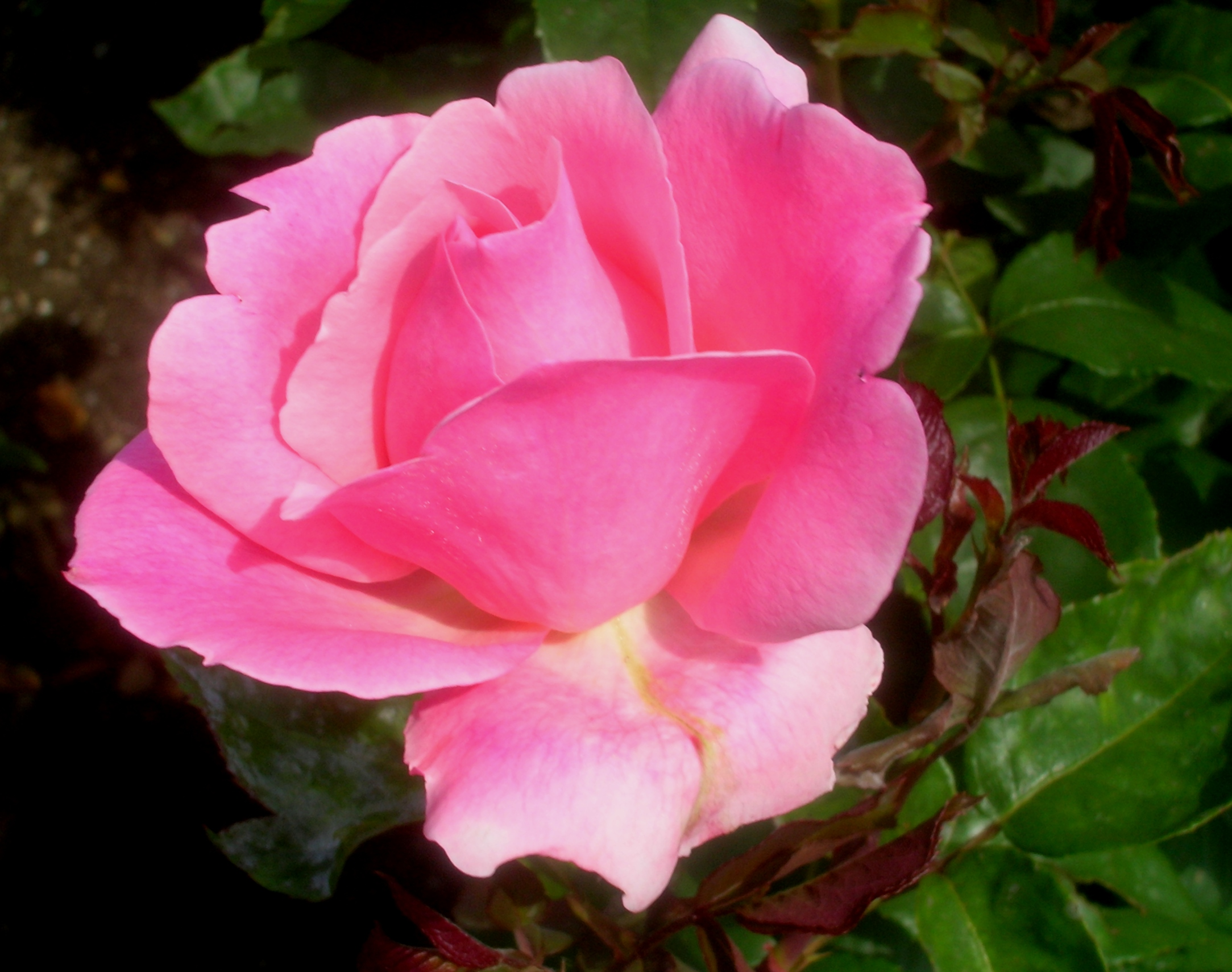
Rosa 'Queen Elizabeth', Lammerts 1954. Galardonada como rosa favorita del mundo « The World's Favorite Rose »  en 1978.
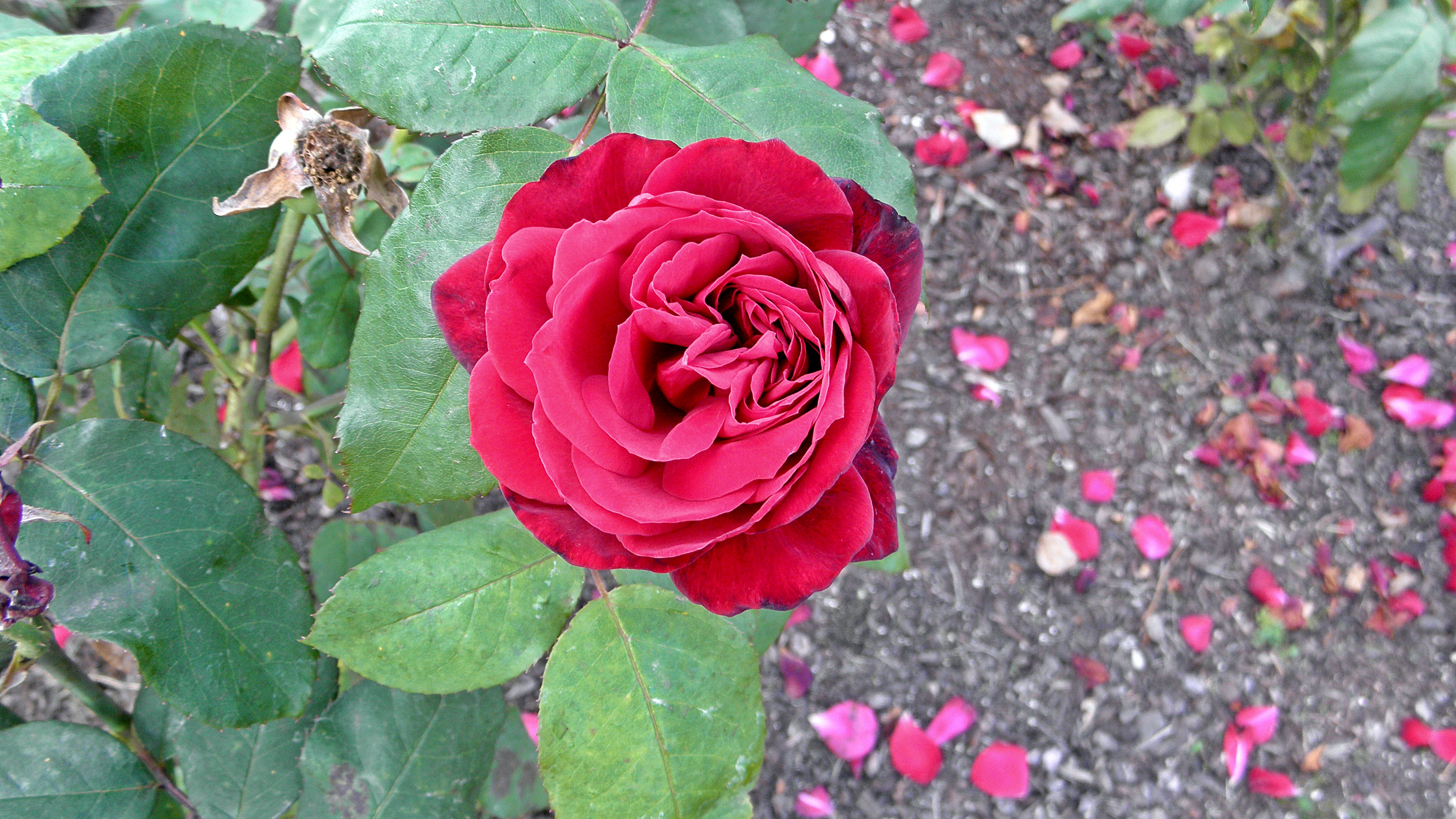
Rosa Grandiflora 'John S. Armstrong', Swim 1961.